# Bunyila község
Bunyila község (románul: Comuna Bunila) község Hunyad megyében, Romániában. Központja Bunyila, beosztott falvai Csernisorfloresza, Poienița Voinii, Vádudobri, Álun.

## Népessége
A 2011-es népszámlálás adatai alapján a község népessége 306 fő volt.